# Elecciones presidenciales de Trinidad y Tobago de 2023
Las elecciones presidenciales de Trinidad y Tobago de 2023 se llevaron a cabo el 20 de enero de 2023 para elegir indirectamente al Presidente de Trinidad y Tobago.
La presidenta en ejercicio, Paula-Mae Weekes, era elegible para la reelección, ya que la constitución de Trinidad no impone un límite de mandato al presidente. Sin embargo, no renovó su candidatura. A diferencia de 2018, que la elección fue por consenso entre los partidos presentes en el Parlamento, la elección presidencial de 2023 tuvo dos candidatos, uno Movimiento Nacional del Pueblo (en el poder) y otro del Congreso Nacional Unido.
La candidata del Movimiento Nacional del Pueblo y Presidenta del Senado, Christine Kangaloo, resultó electa en primera vuelta, teniendo el partido una amplia mayoría en ambas cámaras.

## Contexto

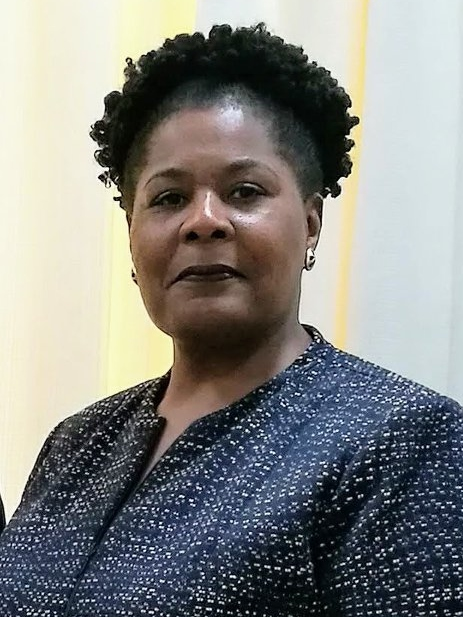
Paula-Mae Weekes

La Constitución de 1976 asigna al presidente un papel mayormente ceremonial. Designa al Primer Ministro, normalmente el líder del partido con el mayor grupo parlamentario, que tiene el poder efectivo. El presidente también nombra a los senadores a propuesta del primer ministro y del líder de la oposición.
Viniendo como sus predecesores de una candidatura de consenso, Paula-Mae Weekes sucedió a Anthony Carmona como presidente del país en 2018 en ausencia de otros candidatos. Su candidatura surge entonces a propuesta del Movimiento Nacional del Pueblo (PNM) del primer ministro Keith Rowley, en el poder desde las elecciones legislativas de septiembre de 2015. La hasta entonces jueza de la Corte de Apelaciones de las Islas Turcas y Caicos, Paula-Mae Weekes se convierte así en la primera mujer en ser elegida para la presidencia de Trinidad y Tobago.
A pesar de un ligero declive del PNM, las elecciones legislativas organizadas en agosto de 2020 renovaron el gobierno de Keith Rowley, con 22 escaños de 41, frente a 19 del principal partido de oposición, el Congreso Nacional Unido (UNC). Como Primer Ministro, Keith Rowley obtiene el nombramiento a través del Presidente de 16 de los 31 miembros del Senado, siendo nombrados otros 6 a propuesta de la líder de la oposición y líder de la UNC, Kamla Persad-Bissessar. Los 9 miembros restantes, todos independientes, son designados libremente por el presidente.

## Candidatos
El gobierno propone la candidatura de la presidenta del Senado, Christine Kangaloo, miembro del Movimiento Nacional del Pueblo. Esta pertenencia a un partido político hace que el Congreso Nacional Unido se niegue categóricamente a darle su apoyo, proponiendo en su lugar la candidatura del independiente Israel Khan. Esta es la primera vez en más de treinta años que una elección presidencial trinitense no ha tenido lugar por consenso.

## Método de votación
El Presidente de Trinidad y Tobago es elegido por cinco años por sufragio indirecto y secreto por un colegio electoral integrado por miembros del Parlamento. Este último estaba integrado en 2018 por los 41 miembros de la Cámara de Representantes y los 31 miembros del Senado, a los que se suman los presidentes de cada una de las dos cámaras si no son de allí, para un total de 74 electores.
Es elegido el candidato que obtiene la mayoría simple del total de los votos del colegio. En caso de empate en la votación entre dos candidatos, la votación la decide el Presidente de la Cámara de Representantes. Si solo hay un candidato en la carrera, el candidato se considera elegido sin que se lleve a cabo una votación formal. La reunión del colegio electoral tiene lugar cuando es convocada por el presidente de la Cámara, y está sujeta al cuórum de participación: la votación sólo es válida si están presentes el presidente de la Cámara y al menos doce diputados y diez senadores. La elección tiene lugar entre el trigésimo día anterior al término del mandato del presidente saliente y el sexagésimo día siguiente al término del mismo. En el caso de vacante durante un mandato, la votación tiene lugar dentro de los noventa días siguientes a la fecha de la vacante. La interina la proporciona el Presidente del Senado o, en su defecto, el de la Cámara de Representantes. El presidente elegido en esta ocasión es, sin embargo, sólo por la duración restante del mandato de su predecesor.
Son candidatos los individuos que hayan depositado las firmas de postulación de por lo menos doce miembros de la Sala de los diputados, por lo menos siete días antes de la votación.
La Constitución establece que el presidente de la República debe poseer la ciudadanía trinitense, tener al menos treinta y cinco años de edad y haber residido en el territorio nacional durante al menos diez años al momento de su designación. Las causales de inhabilitación en las elecciones legislativas también se aplican a los candidatos presidenciales. Si un presidente tiene un mandato como diputado o senador en el momento de su elección, este último queda automáticamente vacante.

## Resultados
La presidenta del Senado, Christine Kangaloo, ganó cómodamente con más de dos tercios de los votos del Colegio Electoral. Durante su primer discurso, la nueva presidenta insistió especialmente en su intención de mantener la neutralidad inherente al cargo, en un intento de calmar los temores de la oposición sobre su imparcialidad. Ella asume el cargo el 21 de marzo de 2023.